# Creezy
Creezy est un roman de Félicien Marceau publié le 27 mars 1969 et ayant obtenu le prix Goncourt la même année. Une adaptation cinématographique en a été faite par le réalisateur Pierre Granier-Deferre sous le titre La Race des seigneurs.

## Histoire
Le roman reçoit le prix Goncourt en novembre 1969, contre notamment La Ronde de nuit de Patrick Modiano.

## Résumé
Le narrateur, un politique marié dont on ne sait pas grand chose, rencontre par hasard une vedette, la fameuse Creezy, avec laquelle il va vivre une histoire d'amour compliquée. 

## Éditions
- Creezy, Éditions Gallimard, 1969  (ISBN 2070103404).